# دسیگوال
دسیگوال (اسپانیایی: Desigual‎) یک شرکت تولید پوشاک در اسپانیا است.
این شرکت که در سال ۱۹۸۴ تأسیس شده مقر اصلی در شهر بارسلون قرار دارد و محصولات خود را در ۶۵ کشور دنیا عرضه می‌کند.

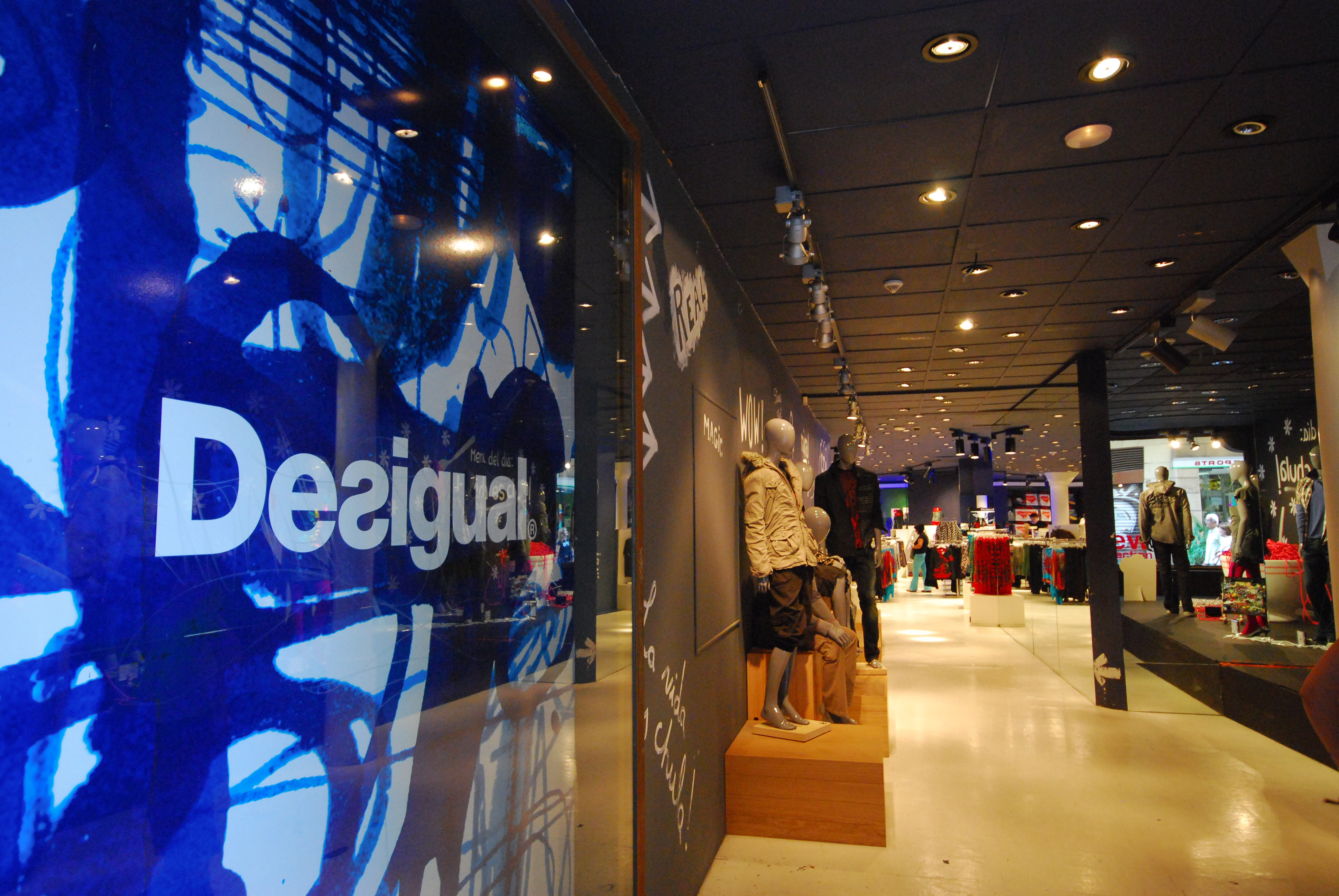
فروشگاه دسیگوال در بارسلون, اسپانیا